# Soosiulus interpolis
Soosiulus interpolis är en insektsart som beskrevs av Young 1977. Soosiulus interpolis ingår i släktet Soosiulus och familjen dvärgstritar. Inga underarter finns listade i Catalogue of Life.